# FN弩炮精確狙擊步槍
FN「弩炮」（英語：Ballista，尤尼克阿爾卑斯命名為TPG-3 A4）是一款由奧地利尤尼克阿爾卑斯TPG-1為藍本重新設計，比利时埃斯塔勒國營工廠（英語：Fabrique Nationale，簡稱：FN）競標及向市場上銷售的新一代模塊化及多種口徑設計手動狙击步枪，其後這槍亦在2012年1月位於美国内华达州拉斯維加斯舉辦的SHOT Show（美國著名槍展）上展出。分為三種口徑，分別發射7.62×51毫米北約（或是民用狩獵市場的.308 Winchester）、.300溫徹斯特麥格農（.300 Win Mag，7.62×67毫米）和.338拉普麥格農（.338 Lapua Mag，8.6×70毫米或8.58×70毫米）三種口徑的步枪子彈。

## 歷史
FN弩炮狙擊步槍的研發目的是參與2009年1月15日美国特種作戰司令部（英語：USSOCOM）發出的一項名為精密狙擊步槍（簡稱：PSR）的合同並作為其中一個.338口徑狙擊平台，與其他槍械製造商所全新研製或既有型號的改進型進行競標，以滿足特種作戰司令部的願望，取代目前所有的美國特種作戰狙擊手所使用的手動狙擊步槍。但最後在競標之中得標的是雷明登軍品分公司的雷明登MSR狙擊步槍。而雷明登MSR的品質嚴重不合格，被中標後命名為Mk 22先進狙擊步槍的巴雷特MRAD所取代則是後話。
國營赫斯塔爾與其他競標公司不同的是，它並沒有在一開始就參與這項競標，而是以後才與奧地利尤尼克阿爾卑斯公司合作，並且推出弩炮狙擊步槍。
尤尼克阿爾卑斯公司其後亦以TPG-3 A4參與2014年德國聯邦國防軍發出的中程狙擊步槍競標。但最後在競標之中得標的是海內爾的黑內爾RS9狙擊步槍。

## 設計細節
弩炮狙擊步槍是一款採用了模塊化設計的旋转后拉式手動槍機狙击步枪。這槍有三種口徑，分別為7.62×51毫米北約／.308 Winchester口徑、.300溫徹斯特麥格農（.300 Win Mag，7.62×67毫米）和.338拉普麥格農（.338 Lapua，8.6×70毫米或8.58×70毫米）。三種口徑的槍管等部件可以使用工具進行快速更換，而且可以在2分鐘以內更換完畢。不同口徑槍管分為標準型和加長型兩種長度。
弩炮狙擊步槍全槍外表塗裝為沙色，是近年來流行的一種槍械塗裝顏色。全槍可分為槍管、護木、上／下機匣、槍機和槍托等多個大型組件。

### 槍管
弩炮狙擊步槍使用精密不鏽鋼製造的比賽等級自由浮動式錘鍛式凹槽槍管。槍管長度有2種，分別為609.6毫米（24英吋）和332毫米（26英吋）。槍管外表面有縱向長型散熱凹槽，既能夠減輕重量也增加了剛性，而且提高了散熱效率。
另外，.300溫徹斯特麥格農和.338拉普麥格農口徑槍管內部採用了世界上比較少數長管槍械上使用多邊形膛線，它消除了正常膛線的凹膛，在武器系統上取代它們的是一種如平滑的斜坡和凹處的膛線。雖然會十分昂貴，但好處是這個系統使膛線和槍管壽命更長和更準確。
而7.62×51毫米北約／.308 Winchester口徑槍管則仍然採用傳統拉刀（英語：Broach）切削製成膛線輪廓和常數膛線纏距以整合現有的彈藥。
槍管使用固定環與固定銷固定在機匣上，這樣的設計有利於在兩分鐘以內迅速更換槍管，而所有槍管更換過後依然會保持在機匣的中心線上。自由浮動式槍管除了與機匣連接外，與整個前托都不接觸。槍管尾部亦刻有表示口徑的銘文，以便使用者分辨不同口徑的槍管。

### 槍口裝置
弩炮狙擊步槍的槍口以上裝上了制退器，可減少後座力、槍口上揚和槍口焰。早期型弩炮狙擊步槍的槍口制退器為3室式，目前推出版本才改用較長的5室式槍口制退器。槍口制退器以上亦可以加裝消聲器。

### 護木
弩炮狙擊步槍的前托為八角型設計。除了上、下、左、右具有MIL-STD-1913戰術導軌，護木的左上方、右上方、左下方和右下方均預留有戰術導軌片安裝孔。每一個方向均有6個戰術導軌片安裝孔，而且戰術導軌片是用螺絲固定在安裝孔上，必要時可以隨時拆卸下來。這些戰術導軌片安裝孔亦可作為槍背帶環安裝位置使用（雖然槍背帶環亦可以在戰術導軌片上安裝）。前托帶有大量散熱孔，既減輕重量也能加快降溫。內部還預留一個獨特的戰術配件電線管理系統，平底式設計提高射擊時的穩定性。
包裹槍管的管狀前托的另一個優點是減少槍管發熱產生的上升空氣導致光學瞄準鏡影像產生的扭曲現象，因此不需要像一些狙擊步槍以一條長織帶遮蔽在槍管上方的方式解決海市蜃楼的問題。護木下方後端預設裝有一個由戰術導軌裝上的前持式護木握塊，用途與傳統護木一樣，用以增加非握把手在握持握護木時的舒適度，不需要時或需要裝上戰術配件時亦可以拆卸。

### 機匣
弩炮狙擊步槍的長筒狀上機匣可說是全槍的核心組件，由高強度及高隔振的鋁合金所製造而成。頂部使用螺絲固定有一段MIL-STD-1913戰術導軌，機匣右側前方刻有英文“ Unique Alpine AG”（尤尼克阿爾卑斯公司）、FN、“Ballista”（弩炮）、製造地點和三種不同口徑的銘文。而弩炮狙擊步槍的下機匣也是由高強度鋁合金所製造而成，內部設有其扳機系統。機匣與後方的聚合物槍托之間裝上了彈性墊，以減少在射擊時所造成的振盪。

### 槍機
弩炮狙擊步槍的槍機為旋转后拉式手動槍機。它採用了TPG-1的旋轉後拉式槍機，取代了溫徹斯特連發武器公司的溫徹斯特M70狩獵步槍系列所採用的“約束式進彈”系統（英語：Controlled feed）毛瑟式槍機和圓形機匣。它非常容易拆卸和維護，槍機頭上帶有三個鎖耳（英語：Lug，又稱：閉鎖突箏），整體為三角形截面，槍機開鎖及閉鎖時只需要60°旋轉。槍機主體上帶有長條型凹槽，可起到容許污物的作用，以提高其可靠性。槍機尾部是弩炮狙擊步槍的手動保險。槍機可以分解為槍機主體、擊針組件和手動保險三個部份。拉機柄設置右側。槍機釋放並非常靈巧以便更換槍機。

### 擊發機構
弩炮狙擊步槍向使用者提供兩種不同類型的扳機系統作為選擇，第一種是一道火扳機，而另一種則是兩道火扳機。這是考慮到大多數的軍用型狙擊步槍採用的是一道火扳機系統，而大多數的警用及民用型狙擊步槍則是採用兩道火扳機系統。兩種扳機系統的扳機扣力都在8.89、13.35、22.23牛頓（2、3、5磅力）之間完全可調節。

### 保險系統
槍機尾部是弩炮狙擊步槍的主要手動保險，當使用拇指向下按動保險到位就處於保險位置，保險會卡住擊針以起到保險作用；而當使用拇指向上扳動保險就處於待擊位置，可以隨時扣動扳機進行射擊。弩炮狙擊步槍亦設有防跌落保險（英語：Drop Safety）。防跌落保險可以防止擊針在此槍不慎摔落或受到各種巨大的撞擊以下釋放並且撞擊底火。手動保險和防跌落保險是弩炮狙擊步槍最初帶有的雙重保險系統。
目前版本更改進設計，新增了在狙擊步槍設計史上極其罕見的握把式保險。該保險位於手槍握把背部，必需按壓才可發射以減低了走火機會。新增握把式保險的原因是為了讓使用者在攜帶狙擊步槍進入作戰區域後，槍彈上膛和手動保險向上扳動保險到待擊位置時，供使用者安全攜帶狙擊步槍的最後一道保險，增加攜帶時的安全性。一般而言，握把式保險只在手枪（例如M1911系列和HS2000系列）和冲锋枪（例如烏茲衝鋒槍系列和QCW-05系列）上使用。不過從弩炮狙擊步槍的精度測試結果而言，並未發現握把式保險會影響使用者的握持和射擊表現。

### 槍托
弩炮狙擊步槍的槍托組件由手槍握把和可折疊式槍托所組成。槍托具有一個可調節高度的托腮板以及可調節伸出長度、高度、厚實的橡膠製槍托緩衝底板（英語：Buttplate），緩衝墊呈內弧型設計，非常適合使用者抵住肩膀。槍托長度亦可調節。托腮板的調項需要通過內置轉盤轉動調節，而槍托底板距離的調項需要通用力拉動調節，可以令使用者可以按照他們的個人喜好自行調整各種尺寸和形狀的弩炮狙擊步槍的折疊式槍托，這是一個比較罕見的多功能折疊式槍托。槍托與前方的鋁合金機匣之間裝上了彈性墊，以減少在射擊時所造成的振盪。
早期型弩炮狙擊步槍的槍托下方更裝有一個可折疊式固定式後腳架，除了作為狙擊步槍的駐鋤外，其外觀亦使它可像後握把般緊握。目前推出版本則改進設計，改為一條MIL-STD-1913戰術導軌在槍托底部，由戰術導軌協助安裝後腳架。這樣的改進就就能夠讓使用者根據需要選擇是否加裝後腳架和選擇使用的後腳架。左右兩側亦留有安裝孔，可按照使用者需要用以安裝額外的槍背帶環或備用戰術導軌片。
攜行時可按下槍托左側的按鈕，然後槍托向右側折疊以縮短全長。槍托上的三角形大孔用以在槍托向右折疊時容納拉機柄的大型握扣前端，這樣一方面使拉機柄不會妨礙槍托的折疊，另一方面亦可防止槍機在運輸過程中損壞或掉失。

### 供彈方式
弩炮狙擊步槍是由一個高質量可拆卸式聚合物彈匣從下機匣彈匣口供彈，取代了國營埃斯塔勒過去不少的狙擊步槍（FN PBR、FN SPR A1、A3 G及FN TSR狙擊步槍）沿用自溫徹斯特連發武器公司的獵用步槍（溫徹斯特M70步槍系列）設計的固定彈倉，讓使用者即使要面對大量目標也能夠維持不會很快就中斷的火力。彈匣插槽可以裝上多種口徑的彈匣而無需進一步的修改。
早期型弩炮狙擊步槍的彈匣為黑色。目前推出版本則是塗裝了與槍身外表塗裝相同顏色的沙色，並且在彈匣上帶有使用彈藥、彈匣容量和生產商的銘文。
早期型弩炮狙擊步槍的彈匣卡筍設置在扳機護環內側，使用者可以射擊手的食指在不離開扳機護圈以下拆卸彈匣及重新裝填。但不知甚麼原因，目前推出版本則是改為設在扳機護圈前方的兩側，讓左右手使用習慣不同的使用者都能快速更換彈匣。
彈匣具有軍用型和警用及民用型兩種，容彈量也不相同，其中軍用型的7.62×51毫米北約口徑和.300溫徹斯特麥格農口徑都是8 、12、16发，而.338拉普麥格農則有有5、6、8 、10發可選；警用及民用型的7.62×51毫米北約口徑有10發、12發和15發可選，.300溫徹斯特麥格農口徑有6發、8發、10發和12發四種可選，而.338拉普麥格農則有5發、6發、8發和9 發四種可選。

### 附件
機匣和前托的頂部（12點位置）裝有全長的MIL-STD-1913戰術導軌，弩炮狙擊步槍沒有內置其機械瞄具，必須利用其機匣頂部所設有的一條全長式MIL-STD-1913戰術導軌安裝日間／夜間望遠式狙擊鏡、光学瞄准镜、反射式瞄準鏡、棱鏡式瞄準鏡、夜視儀、热成像仪和／或以戰術導軌安裝的機械瞄具作為弩炮狙擊步槍的瞄準具，亦可以使用流行的前後串連式安裝配置模式擴大瞄準具附件的加裝應用模式。狙擊鏡座預設為20角分，另外軍用型有30角分選項。而八角型前托上有6個導軌安裝孔，繞著前托的6個方向上都能安裝MIL-STD-1913戰術導軌片。每個附件導軌片具有內置式反後座鎖耳，並且有各種長度選項，以便安裝前握把、兩腳架（例如原廠的Harris LM-S兩腳架）、戰術燈、雷射瞄準器可拆卸的導軌片保證正確的戰術配件可以安裝在正確的位置上。
弩炮狙擊步槍的其他配件包括硬式攜帶盒、軟式攜帶袋、射擊墊、清潔套件和操作手冊，以及根據客戶訂單的要求選擇配備軍械士專用零部件清單包和備用零件。

## 流行文化

### 电子游戏
- 2007年—《穿越火线》：最早由中国大陆服务器于2015年3月18日推出，命名为“FN弩炮”，使用15发弹匣供彈，价格为15000GP永久。
- 2008年—《戰地之王》：命名為“FN Ballista”。於2014年5月8號改版時推出，被定位為原TPG-1的升級版本。可改裝.338拉普麥格農槍管、板機、握把、槍托等零件。
- 2012年—：於戰役模式、聯機模式及殭屍模式中皆有出現，命名為「弩炮」，序列號是00040212，預設使用黑色和卡其色槍身，發射.338拉普麥格農子彈，以7發（戰役模式及聯機模式）或8發（殭屍模式）彈匣（聯機模式時可使用改裝：延長彈匣增至10發）供彈，初始攜彈量為63發（戰役模式）和21發（聯機模式），最高攜彈量為140發（戰役模式）、56發（聯機模式）和64發（殭屍模式），裝有預設的狙擊鏡。戰役模式之中由美國海豹第六小隊及「核心之日」（Cordis Die）屬下的僱傭兵（Mercs）所使用；聯機模式之中於等級43解鎖，並可以使用消音器、彈道處理器、可變倍率式瞄準鏡（狙擊鏡）、快速重裝彈匣、全金屬披甲彈（英语：Full metal jacket bullet）、ACOG光學瞄準鏡、延長彈匣、AN/PEQ-2A雷射瞄準器、雙波段式瞄準鏡、後備機械瞄具（亦是聯機模式中唯一可安裝機械瞄具附件的狙擊步槍）；殭屍模式時以500點打開神秘箱取得，亦有一款衍生型稱作「灌能強弩」（Infused Arbalest），以10發彈匣供彈，最高攜彈量提升至120發，並可以使用ACOG光學瞄準鏡、後備機械瞄具。

## 資料來源
1. 1 2 3 4 5 6  . FNH USA Official Website. 2012  [2012-09-17]. （原始内容存档于2013-12-29）.
2. 1 2 3 4 5 6  . FNH USA Official Website. 2012  [2012-09-03]. （原始内容存档于2013-08-30）.
3. ↑  Curtis, Rob. . Gearscout blog. Military Times. 7 March 2013  [9 March 2013]. （原始内容存档于2013-03-14）.
4. ↑  .   [2020-08-05]. （原始内容存档于2020-08-22）.
5. ↑  操作這些積極高性能精密步槍時，將槍管作為消耗品是正常的做法。而持續使用一些火力非常強大的手工子彈雖然會有更高的槍口初速和威力，但是亦會導致弩炮狙擊步槍喉嚨侵蝕更快，槍管的精度壽命亦會減少至只有1,000至2,000發。

- （英文）—官方网站

## 外部連結
- （英文）—TechnicalLiterature201401.pdf
- （英文）—The Firearm Blog.com—
  - Meet the FN Ballista（页面存档备份，存于）
  - FN’s entry into the U.S. Special Operations Precision Sniper Rifle (PSR) competition（页面存档备份，存于）
  - FN Anthem: We Are FN & We Are Legendary（页面存档备份，存于）
- （英文）—The Truth About Guns.com－Question of the Day: What’s Your Favorite Gun Brand and Why?（页面存档备份，存于）
- （英文）—Guns & Ammo.com—FNH Ballista Sniper Rifle
- （英文）—Military Times GearScout—FNH unveils its Ballista Precision Sniper Rifle（页面存档备份，存于）
- （英文）—Gun Blog.com—FN Herstal Ballista（页面存档备份，存于）
- （英文）—YouTube上的FNH Ballista Sniper Rifle - SHOT Show 2012
- （英文）—YouTube上的FNH Ballista
- （简体中文）—《现代军事》2011年第5期—美国陆军的新型狙击步枪（页面存档备份，存于）